# Казметрострой
 АО «Казметрострой» — российская строительная компания, генеральный подрядчик строительства Казанского метрополитена.

## История
Муниципальное унитарное предприятие «Казметрострой» образовано 17 марта 1997 года Постановлением № 01-1975 комитета по управлению коммунальным имуществом Главы администрации города Казани.
Костяк предприятия составили работники ОАО «Бамтоннельстрой» (БАМ), получившие большой опыт строительства тоннелей в сложных гидрогеологических условиях, и работники треста Ташметрострой (г. Ташкент), имеющие большой опыт строительства объектов метрополитена.
16 ноября 2012 года было принято решение о приватизации МУП «Казметрострой» путём его преобразования в ОАО «Казметрострой». Все имущество МУП «Казметрострой», права и обязательства, в том числе в отношении должников и кредиторов были переданы ОАО «Казметрострой». Обыкновенные именные бездокументарные акции ОАО «Казметрострой» в количестве 1 659 403 591 штук номинальной стоимостью 1 рубль, были размещены единственному учредителю — Муниципальному образованию г. Казани. Уставной капитал составил 1 659 403 591 рублей.

## Оборудование
АО «Казметрострой» имеет 4 тоннелепроходческих комплекса — Lovat RMP226SE «Сююмбике» (приобретен в 1999 году), 2 комплекса фирмы Wirth-NFM «Алтынчеч»(приобретен в 2004 году) и «Айсылу» (приобретен в 2009 году), «Ляйсан» производства Hitachi, приобретённый в 2012 году. Также имеется вертикальный проходческий щит для проходки стволов вертикальных шахт производства ООО «ТоннельСпецРемонт».
Парк автосамосвалов — 80 единиц, автобетоносмесителей — 25 единиц, 32 единицы кранового оборудования, в том числе автокраны КАТО — 50 тн. и Liebherr — 160 тн., 14 единиц экскаваторов, в том числе Hitachi — 5 единиц.
Завод ЖБИ «Казметрострой» оснащен всем необходимым оборудованием и технологиями для выпуска бетона класса В45, F 300, W12 для производства блоков тоннельной обделки. 12 комплектов форм обеспечивают изготовление 300 колец тоннельной обделки в месяц.

## Построенные и строящиеся объекты
- Казанский метрополитен
- Перегонный тоннель между станциями «Российская» и «Алабинская» Самарского метрополитена[9].
- Бутовская линия Московского метрополитена с двумя станциями: «Битцевский парк» и «Лесопарковая»[10].
- Станция «Говорово» и перегон до станции «Озерная» Калининско-Солнцевской линии Московского метрополитена[11].

## Финансовые показатели
| Показатель (млн. руб)                 | 2011 год | 2012 год | 2013 год | 2014 год | 2015 год | 2016 год | 2017 год | 2018 год | 2019 год | 2020 год | 2021 год |
| ------------------------------------- | -------- | -------- | -------- | -------- | -------- | -------- | -------- | -------- | -------- | -------- | -------- |
| Выручка                               | 3 726,7  | 8 026,3▲ | 8 346,9▲ | 2 897,4▼ | 2 138,9▼ | 4 497▲   | 3 155▼   | 2 260▼   | 981▼     | 106▼     | 3 097▲   |
| Валовая прибыль (убыток)              | 187,4    | 254,4▲   | 89,9▼    | 225,7▲   | 216,1▼   | 231▲     | 246▲     | 261▲     | -18▼     | 20▲      | 718▲     |
| Чистая прибыль (убыток)               | 27,5     | 77,5▲    | 0,14▼    | 0,69▲    | 74,6▲    | 58▼      | 5▼       | 2,3▼     | 2,6▲     | -30▼     | 165▲     |
| Платежи в бюджет и внебюджетные фонды | 199,3    | 667      | 15 082   | 10 339   |          |          |          |          |          |          |          |